# Schlieben
Schlieben (niedersorbisch Sliwin) ist die älteste Stadt im Landkreis Elbe-Elster in Brandenburg und Verwaltungssitz des gleichnamigen Amtes. Sie blickt auf eine über 1000-jährige Geschichte zurück. Seit Oktober 2020 führt die Stadt auf ihren Ortsschildern die offizielle Zusatzbezeichnung „Historische Wein- und Kellerstadt“.

## Geographie
Die Stadt Schlieben liegt im Süden Brandenburgs, nahe der Grenze zu Sachsen und Sachsen-Anhalt und etwa 90 km südlich von Berlin. Schlieben ist gekennzeichnet durch seine weitreichenden Felder im ausgeprägten Tiefland mit einigen Erhebungen. Südöstlich von Schlieben befindet sich der Übergang zwischen Elbe-Elster-Land und Niederlausitz. Die Landstraße nach Dahme führt über die südlichen Auszüge des niederen Fläming im nördlichen Stadtgebiet.

## Stadtgliederung
Schlieben besteht aus folgenden Ortsteilen
- Schlieben (mit den Wohnplätzen Berga, Krassig, Steigemühle und Weißenburg)
- Frankenhain
- Jagsal
- Oelsig
- Wehrhain
- Werchau

## Geschichte

### Überblick
Eine Schenkung Kaiser Ottos I. von 956 an das Moritzkloster in Magdeburg, die sich auch auf Schlieben beziehen könnte, wird vielfach als älteste Nachricht zur Ortsgeschichte Schliebens angesehen. Erstmals erwähnt wird Schlieben in einer Urkunde vom 5. Juni 973, in der Kaiser Otto II. die Schenkung von 956 über Honigzehnt „in provinciis ... Zliuuini, Lusice“ bestätigte. 1181 testierte ein Gumbertus de Zliv. Um 1200 erbauten Zisterziensermönche die Martinskapelle. Priester Waldvogel wirkte 1228 als erster Geistlicher in Schlieben. Wahrscheinlich im 13. oder 14. Jh. erfolgte der Bau der Kirche St. Martin. Ebenfalls im 14. Jh. datiert der Bau des Schlosses und des Vorgängerbaus der Kirche in Lebusa.
Im Jahre 1425 wurde Schlieben Schlossdorf und besaß eine Schäferei. 1510 wurden erstmals Weinkeller erwähnt. Martin Luther besuchte 1529/30 Schlieben. Im Jahre 1606 erhielt Schlieben Stadtrecht. 1631 wurde die Stadt durch Truppen des Kaisers Ferdinand II. zerstört. Die Pest rottete 1634 ganze Familien aus. Im Jahre 1637 wurde Schlieben im Dreißigjährigen Krieg durch schwedische Truppen zerstört. 1672 waren nach Schlieben eingepfarrt: Berga, Naundorf, Werchluga (heute Wehrhain), Frankenhain und die zwei Filialen Oelsig und Krassig.
Im Jahre 1778 entstand das Amtsgerichtsgebäude in Schlieben.
Während des Zweiten Weltkrieges wurde in Berga ein Außenlager des KZ Buchenwald errichtet, in dem 2.000 Häftlinge zu Zwangsarbeit in der Munitionsfabrik „Hasag Hugo Schneider AG“ (HASAG) eingesetzt wurden (siehe dazu Außenlager Schlieben). Die Toten des Lagers ruhen auf dem Friedhof Am Langen Berg in Schlieben. An sie erinnert dort ein 1952 errichtetes Denkmal.
Nach der Wiedervereinigung wurde 1991 der Weinanbau in Schlieben wiederbelebt. 1992 entstand im Zuge der Ämterbildung in Brandenburg das Amt Schlieben.

### Eingemeindungen
Die ehemals selbstständigen Orte Frankenhain, Jagsal, Oelsig, Wehrhain und Werchau wurden am 1. November 2001 eingemeindet. Krassig gehört bereits seit dem 1. Januar 1957, Berga seit 1939 zu Schlieben.

### Verwaltungszugehörigkeit
- bis 1806 Kurkreis (Kurfürstentum Sachsen)
- 1806–1815 Kurkreis (Königreich Sachsen)
- 1816–1947 Landkreis Schweinitz (Provinz Sachsen, Preußen)
- 1947–1950 Landkreis Schweinitz (Sachsen-Anhalt)
- 1950–1952 Landkreis Herzberg (Sachsen-Anhalt)
- 1952–1990 Kreis Herzberg (Bezirk Cottbus)
- 1990–1993 Landkreis Herzberg (Brandenburg)
- ab 1993 Landkreis Elbe-Elster (Brandenburg)

## Bevölkerungsentwicklung
| Jahr | Einwohner |
| ---- | --------- |
| 1875 | 1 914     |
| 1890 | 1 736     |
| 1910 | 1 500     |
| 1925 | 1 339     |
| 1933 | 1 427     |
| 1939 | 1 406     |

| Jahr | Einwohner |
| ---- | --------- |
| 1946 | 2 402     |
| 1950 | 2 600     |
| 1964 | 2 623     |
| 1971 | 2 718     |
| 1981 | 2 509     |
| 1985 | 2 461     |

| Jahr | Einwohner |
| ---- | --------- |
| 1990 | 2 325     |
| 1995 | 2 224     |
| 2000 | 2 206     |
| 2005 | 2 930     |
| 2010 | 2 665     |
| 2015 | 2 452     |

| Jahr | Einwohner |
| ---- | --------- |
| 2020 | 2 420     |
| 2021 | 2 393     |
| 2022 | 2 357     |
| 2023 | 2 356     |
| 2024 | 2 344     |

Gebietsstand des jeweiligen Jahres, Einwohnerzahl: Stand 31. Dezember (ab 1991), ab 2011 auf Basis des Zensus 2011, ab 2022 auf Basis des Zensus 2022
Der Anstieg 2005 ist auf die Eingemeindung von Frankenhain, Jagsal, Oelsig, Wehrhain und Werchau im Jahr 2001 zurückzuführen.

## Religion
Schlieben wurde durch die Reformation im 16. Jahrhundert lutherisch. Die Stadtkirche St. Martin gehört zur Kirchengemeinde Schlieben im Kirchenkreis Bad Liebenwerda der Evangelischen Kirche in Mitteldeutschland. Die katholische Kapelle, die das Patrozinium Unbefleckte Empfängnis trägt, befindet sich im Hof des katholischen Pfarrhauses in der Herrenstraße und gehört zur Pfarrei St. Franziskus Bad Liebenwerda des Bistums Magdeburg.

## Politik

### Stadtverordnetenversammlung
Die Stadtverordnetenversammlung von Schlieben besteht entsprechend der Einwohnerzahl der Stadt aus 12 Stadtverordneten und der ehrenamtlichen Bürgermeisterin. Die Kommunalwahl am 9. Juni 2024 führte bei einer Wahlbeteiligung von 70,6 % zu folgendem Ergebnis:
| Partei / Wählergruppe                                    | Stimmenanteil 2019 | Sitze 2019 |  | Stimmenanteil 2024 | Sitze 2024 |
| -------------------------------------------------------- | ------------------ | ---------- |  | ------------------ | ---------- |
| Freie Wählergemeinschaft für das Schliebener Land (FWSL) | –                  | –          |  | 42,0 %             | 5          |
| CDU                                                      | 39,5 %             | 5          |  | 30,4 %             | 4          |
| Wählergruppe des TSV 1878 Schlieben                      | 14,1 %             | 2          |  | 23,9 %             | 3          |
| SPD                                                      | –                  | –          |  | 03,7 %             | –          |
| Wählergemeinschaft Schlieben                             | 17,9 %             | 2          |  | –                  | –          |
| Einzelbewerberin Iris Schülzke                           | 17,4 %             | 1          |  | –                  | –          |
| Die Linke                                                | 08,6 %             | 1          |  | –                  | –          |
| Einzelbewerber Martin Borowczak                          | 02,4 %             | –          |  | –                  | –          |
| Insgesamt                                                | 100 %              | 11         |  | 100 %              | 12         |

Bei der Wahl 2019 entfielen auf die Einzelbewerberin Iris Schülzke zwei Sitze, von denen einer unbesetzt blieb.

### Bürgermeister
- 1998–2008: Helmut Richter (SPD)[14]
- seit 2008: Cornelia Schülzchen (CDU)[15][16]

Schülzchen wurde in der Bürgermeisterwahl am 9. Juni 2024 bei einer Gegenkandidatin mit 50,4 % der gültigen Stimmen für eine weitere Amtszeit von fünf Jahren wiedergewählt.

### Städtepartnerschaften
Partnerstädte von Schlieben sind die schwedische Stadt Ljusdal und die westfälische Stadt Borgentreich.

## Sehenswürdigkeiten und Kultur
In der Liste der Baudenkmale in Schlieben stehen die in der Denkmalliste des Landes Brandenburg eingetragenen Baudenkmale.
- Stadtkirche St. Martin, im Kern spätgotische, in der Folge mehrfach wiederhergestellte Saalkirche mit beachtenswerter Ausstattung

Regelmäßige Veranstaltungen
- Moienmarkt, seit 1593 gefeiertes Volksfest

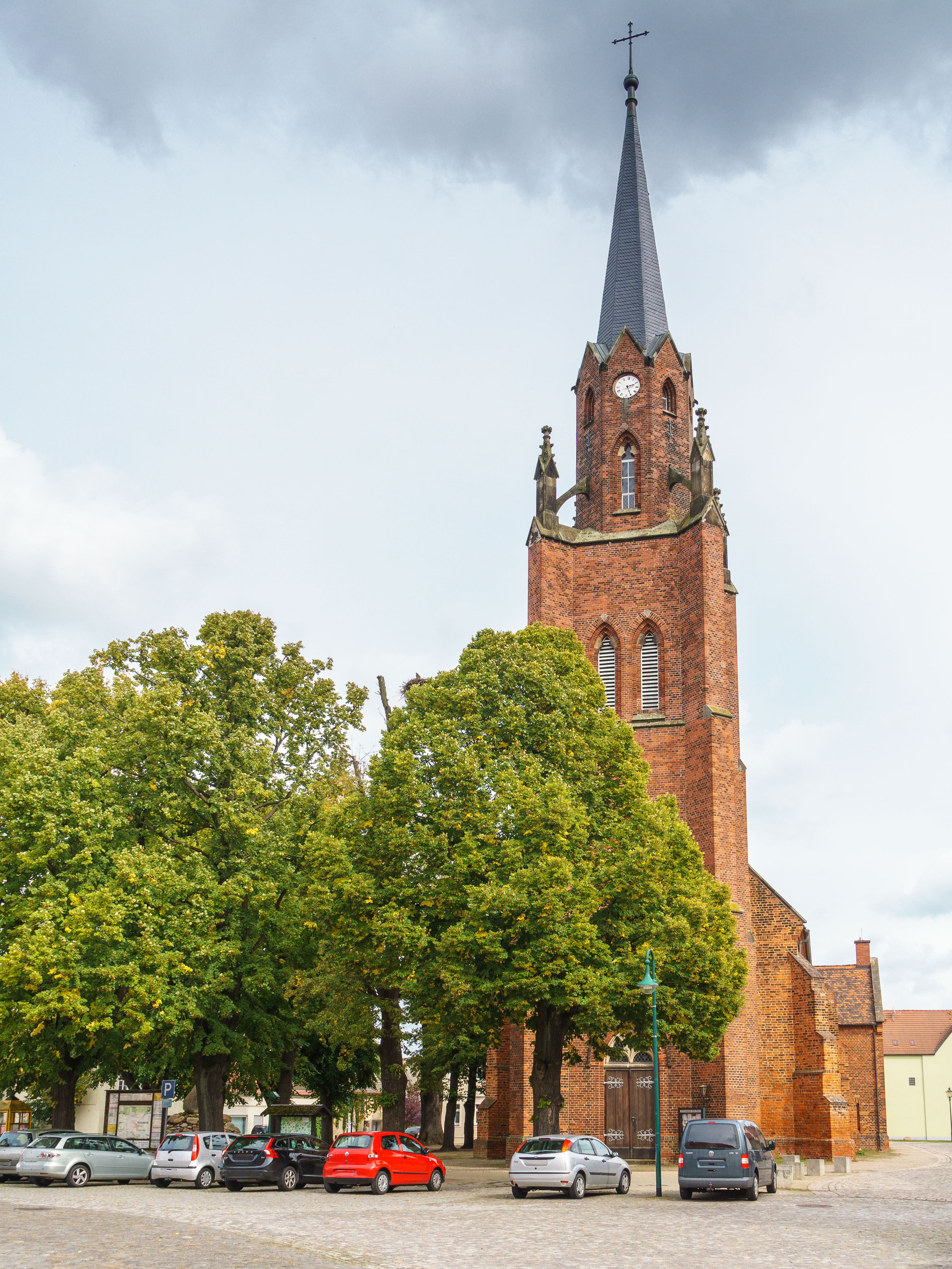
Stadtkirche St. Martin
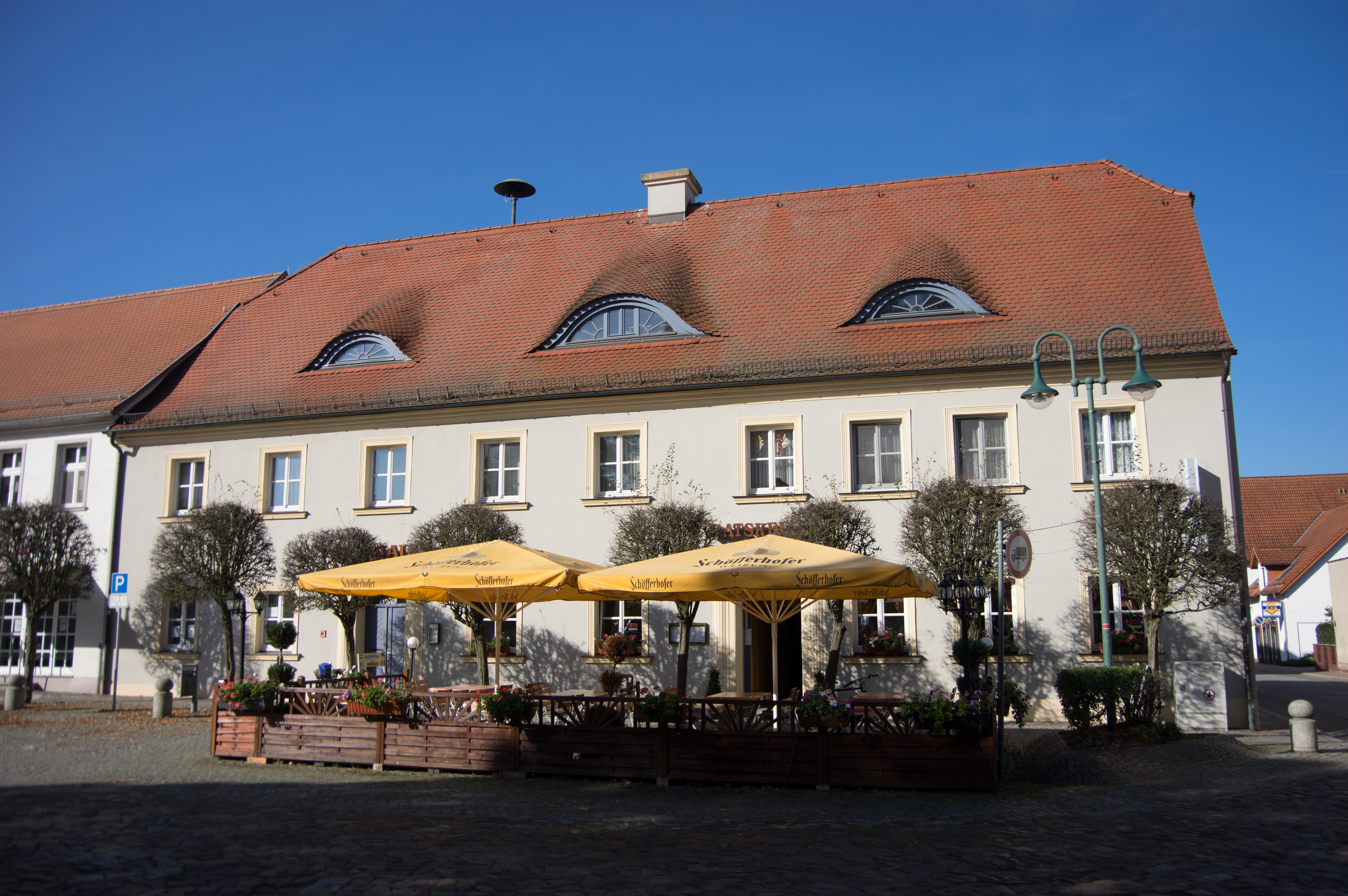
Rathaus
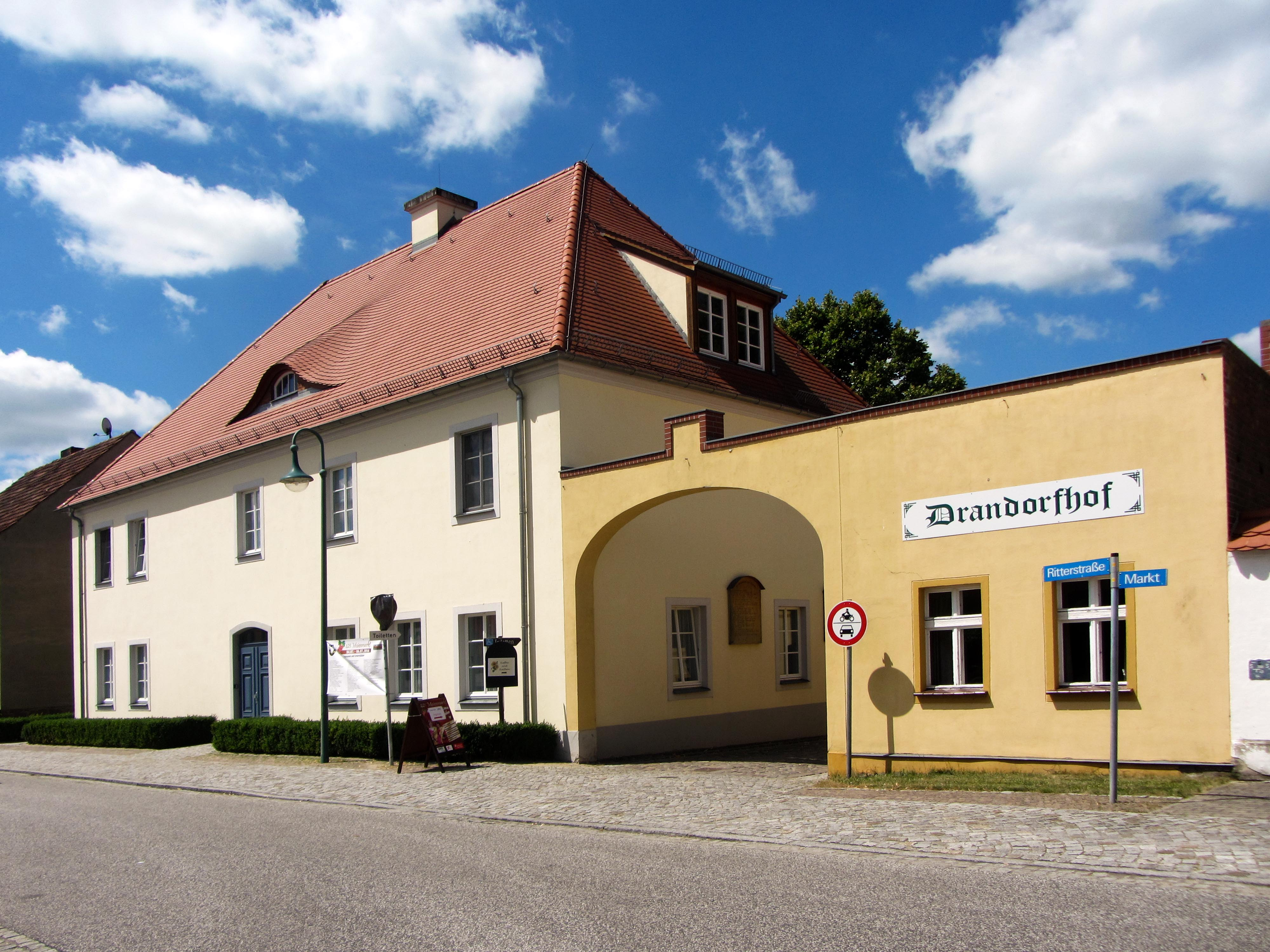
Drandorfhof
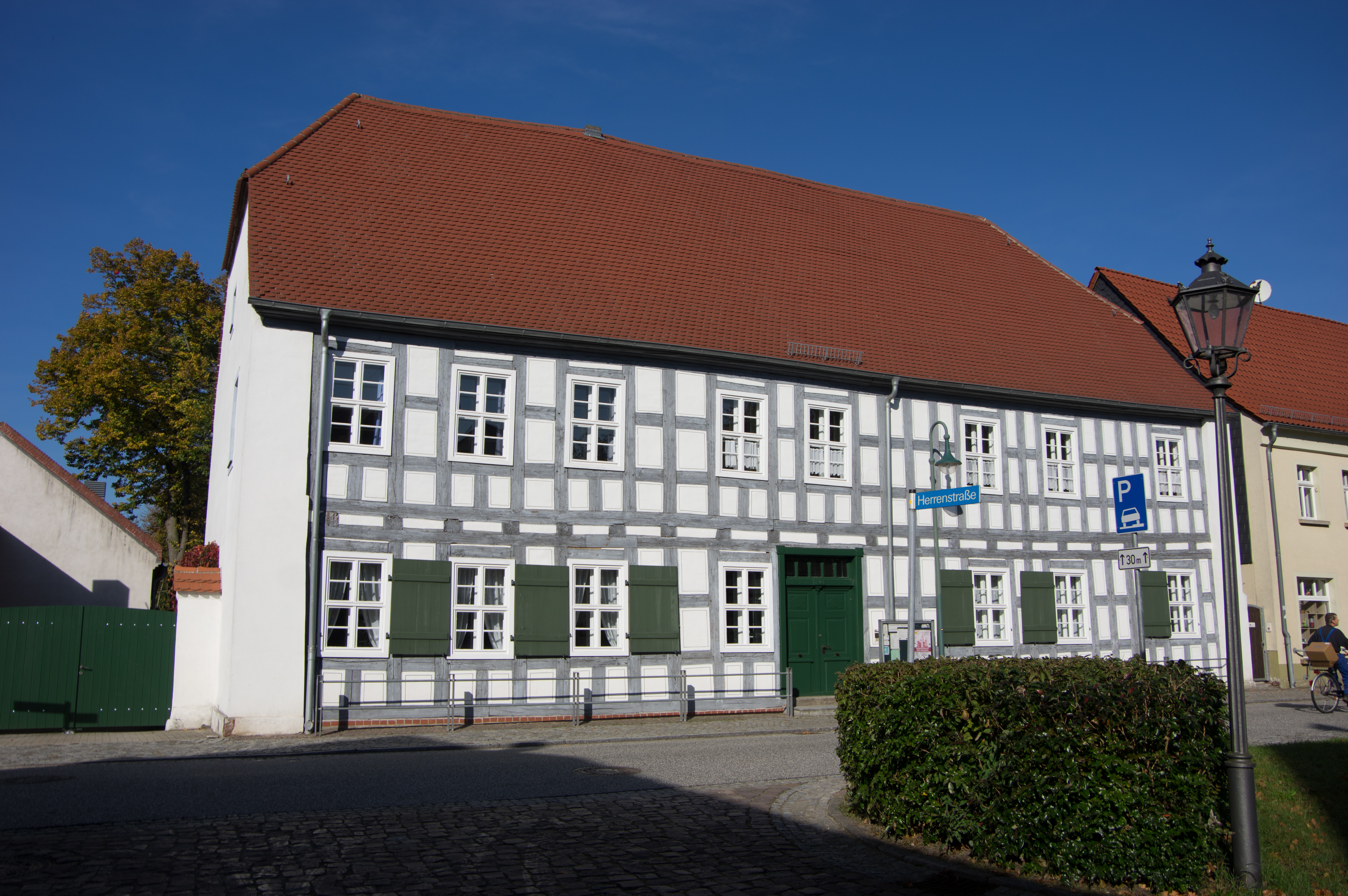
Pfarrhaus
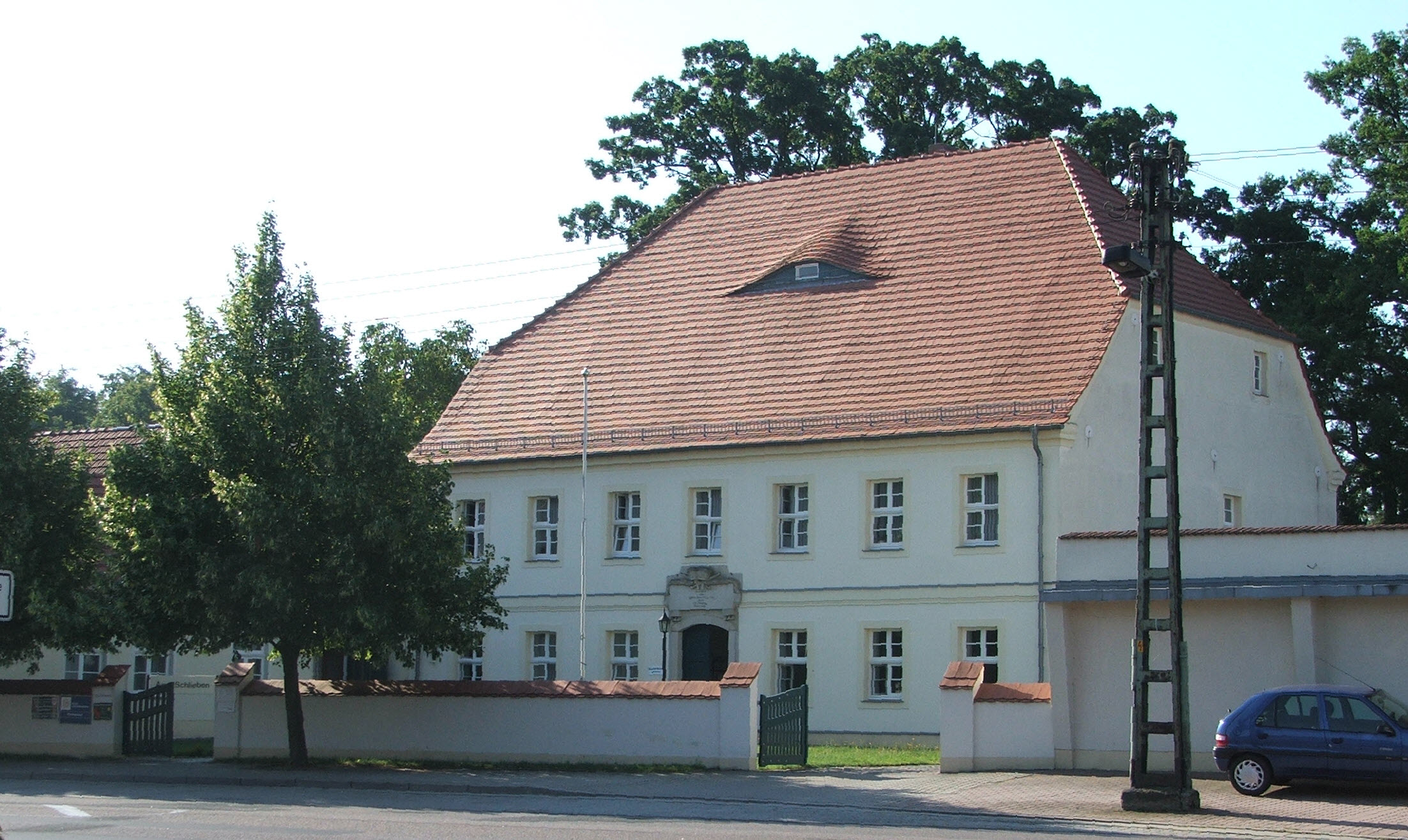
Amtsgericht
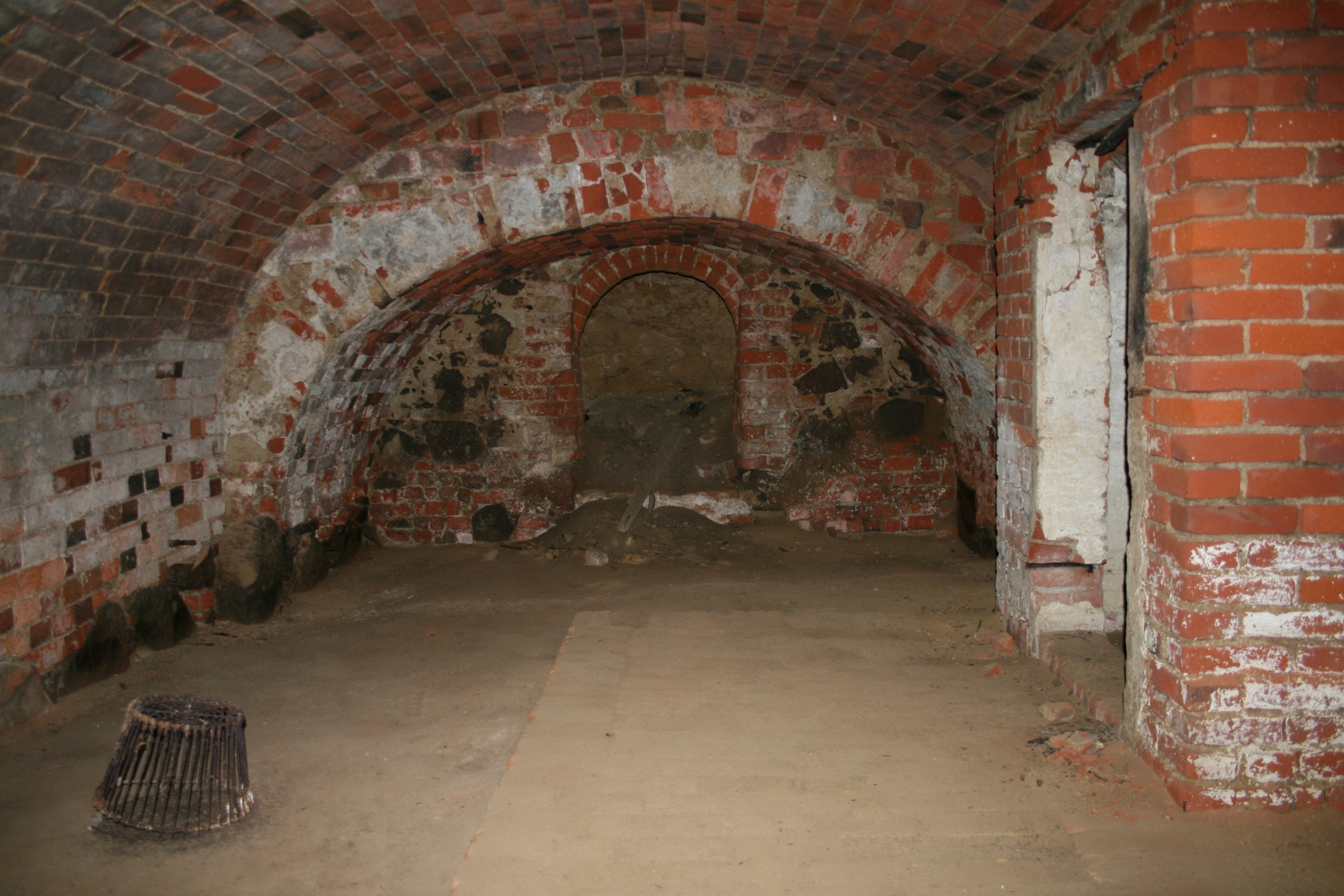
Historische Kelleranlagen
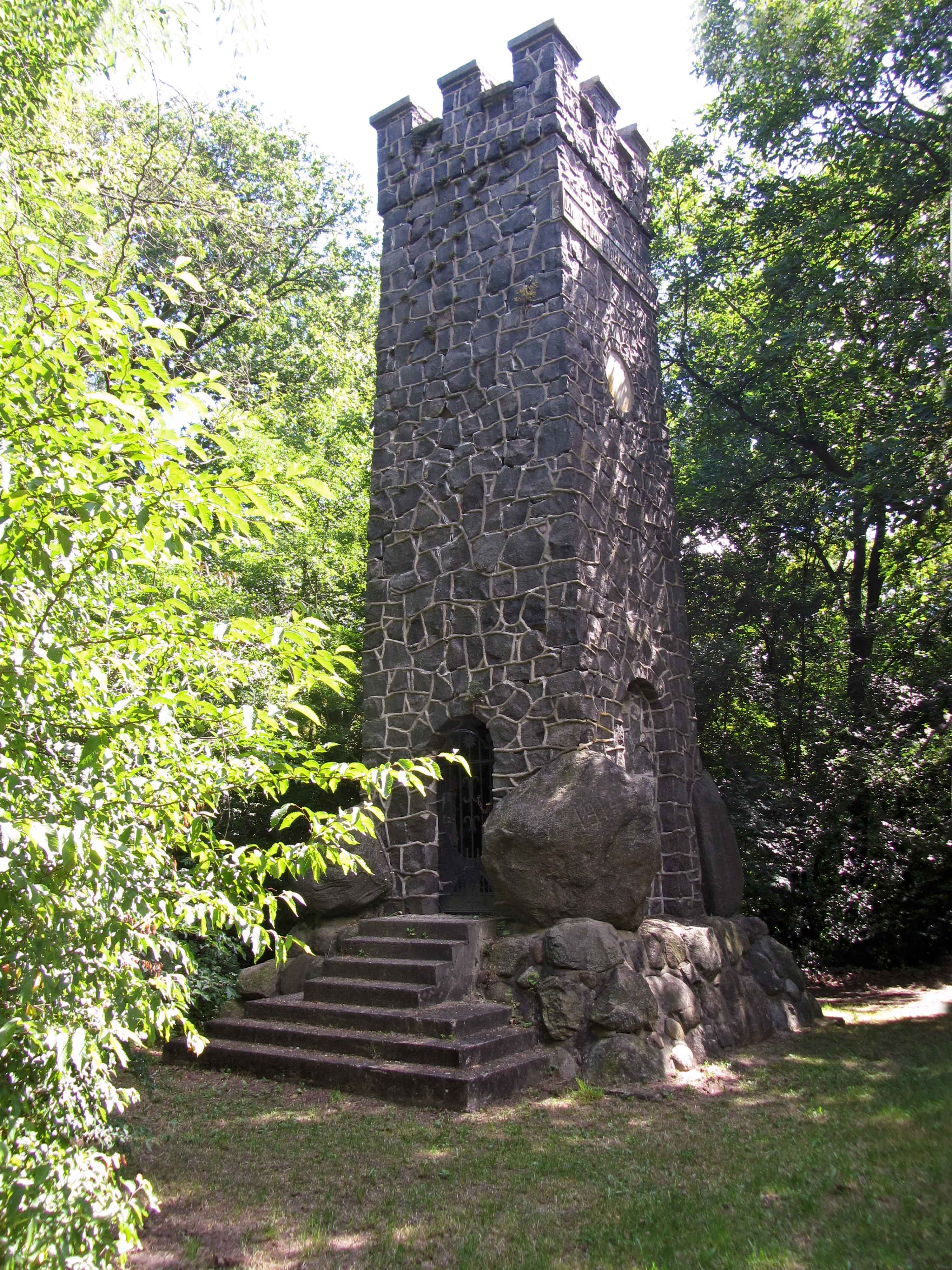
Martinsturm

## Verkehr
Durch die Stadt verläuft die B 87 zwischen Herzberg (Elster) und Luckau. Die Landesstraße L 68 verbindet Schlieben mit der B 101 in Langennaundorf.
Der Haltepunkt Schlieben lag an der Bahnstrecke Falkenberg/Elster–Beeskow, die 1995 stillgelegt wurde.

## Persönlichkeiten

### Söhne und Töchter der Stadt
- Johannes von Drändorf (um 1390–1425), Märtyrer der evangelischen Lehre
- Gustav Sintenis (1879–1931), Bankier
- Ernst Legal (1881–1955), Schauspieler, Regisseur und Intendant
- Matthias Sens (* 1944), Theologe
- Lothar Mahling (* 1952), Journalist und Medienberater

### Mit Schlieben verbundene Persönlichkeiten
- Johann Andreas Boden (1703–1764), lutherischer Theologe, Propst und Superintendent in Schlieben
- Friedrich August Wagner (1775–1856), Arzt und Archäologe, „Wohltäter der Stadt Schlieben“
- Herrmann Otto Berger, New York, Pelzexporteur, am 10. Mai 1922 zum Ehrenbürger ernannt, „in dankbarer Anerkennung seiner unseren Kriegshinterbliebenen bewiesenen Wohltätigkeit“.[19]
- Edwin Zimmermann (1948–2024), Politiker (SPD), 1990–1997 Minister des Landes Brandenburg, absolvierte seine Berufsausbildung in Schlieben